# Takotsubocardiomyopathie
Een takotsubocardiomyopathie  of stressgeïnduceerde cardiomyopathie (soms ook 'gebrokenhartsyndroom') is een zeldzame hartspierziekte die gepaard gaat met klachten die sterk lijken op die van een hartinfarct. Een deel van de hartspier van de linkerkamer knijpt niet meer samen, meestal is dit het apicale deel. Het wordt bijna altijd voorafgegaan door een hevige emotie. Ook een stressreactie van het lichaam op bijvoorbeeld een operatie kan een oorzaak zijn. Meestal herstelt het hart zich binnen enkele weken. 
Het syndroom wordt in de Engelstalige medisch-wetenschappelijke literatuur ook wel transient apical ballooning of broken heart syndrome genoemd.

## Verschijnselen
Patiënten presenteren zich doorgaans met symptomen die sterk lijken op een hartinfarct hevige en aanhoudende druk op de borst (68%) of acute dyspneu (tekort aan adem) (18%), wat vaak ook gepaard gaat met fors zweten. Zelden gaat het gepaard met acuut hartfalen (cardiogene shock) (4%) dan wel ventrikelfibrilleren (1%).
Op het hartfilmpje zijn typische kenmerken te zien van een infarct namelijk ST-elevaties (80%), T-topafwijkingen (mn V2-V6) (64%) en QT-tijd verlenging (32%). Doorgaans stijgt ook de plasmaspiegel van een aantal voor het hart specifieke eiwitten (de "hartenzymen"), als uiting van hartspiercelverval. Bij het angiogram van de linkerventrikel of bij een echocardiogram is sprake van regionale vermindering van de knijpkracht, doorgaans betreft dat  het apicale deel.
Bij het coronairangiogram worden vervolgens geen verklarende afwijkingen gevonden. In ruim 90% van de gevallen betreft het een postmenopauzale vrouw.

## Etiologie
De etiologie is onduidelijk. Er lijkt sprake te zijn van een catecholamine-gerelateerde cardiotoxiciteit. Andere theorieën zijn multivessel vasospasme, microvasculaire ischemie, tijdelijke linkerventrikel outflow-tract-obstructie en een myocarditis.

## Behandeling
Gezien de hypothese dat de oorzaak een abnormale reactie is op catecholaminen wordt direct gestart met bètablokkers. Daarnaast wordt eventueel bijkomend hartfalen behandeld met diuretica en ACE-remmers. In zeer zeldzame gevallen is mechanische ondersteuning met een kunstmatige circulatiepomp nodig.

## De naamgeving

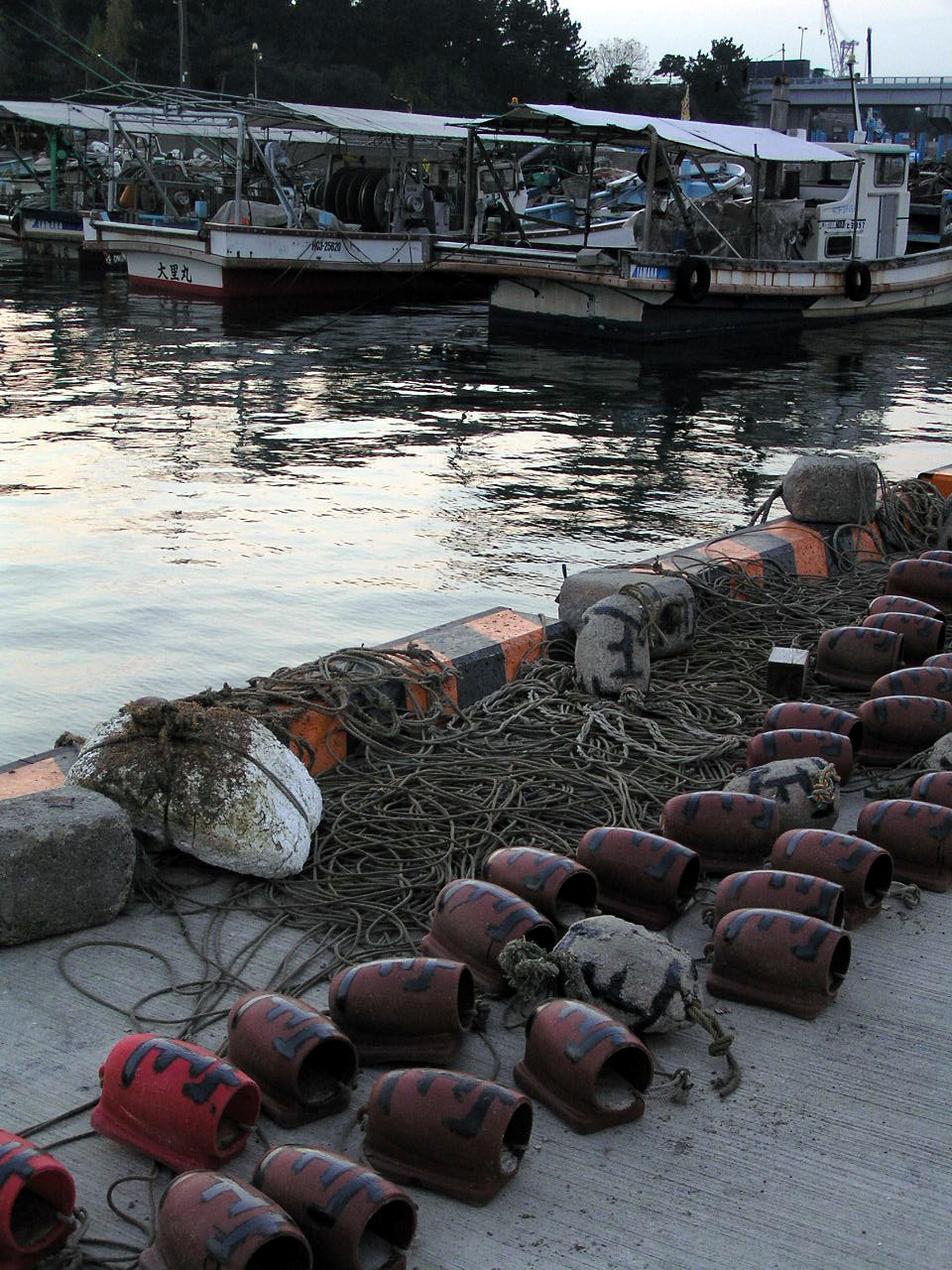
Tako-tsubo's in een Japanse haven

Een tako tsubo is een ouderwetse Japanse keramieken pot met een brede ronde bodem en een smalle hals, gebruikt om inktvissen te vangen. Het syndroom werd in 1990 het eerst in Japan herkend, en het echografische beeld van de linkerhartkamer doet denken aan de 'opgeblazen' vorm van zo'n pot. Vandaar de naam tako-tsubo-cardiomyopathie, wat in het Nederlands soms vertaald wordt als viskruikinfarct.